# Waltzes from Vienna
 Waltzes from Vienna és una pel·lícula musical britànica dirigida per Alfred Hitchcock, estrenada el 1934.

## Argument
Johann Strauss Fill (Esmond Knight) toca el violí a l'orquestra del seu pare, Johann Strauss I (Edmund Gwenn), però aquest no li donat suport per compondre. Strauss dona amb tot lliçons de cant a la filla del pastisser, Rasi (Jessie Matthews) a qui dedica totes les seves cançons. Després, coneix la comtessa (Fay Compton), que ha compost alguns versos i li demana que l'ajudi per traduir-los en música. Quan el seu marit el príncep (Frank Vosper) en sent parlar per una serventa, desembarca a la sala de música fet una fúria, però el nom de Strauss el calma una mica.
La comtessa cau a poc a poc sota l'encant de Strauss Jr. Amb un amic, maquina perquè Strauss pare porti la seva representació i que la peça de Strauss, Al bell Danubi blau, pugui ser presentada davant una assistència. Condueix ell mateix el vals, i esdevé la sensació de Viena. Una mica més tard, tot i que el príncep té algunes sospites pel que fa a les intencions de Strauss fill, tots es reconcilien.

## Anàlisi
La pel·lícula és treta de l'opereta Walzer aus Wien de Heinz Reichter, A.M. Willner i Ernst Marishka, creada a Viena el 30 d'octubre de 1930 sobre música de Johann Strauss Pare i fill arreglades per Erich Korngold. Conta de manera novel·lada la història de la composició i de la primera execució del cèlebre vals de Johann Strauss fill, Al bell Danubi blau.
Segons Hitchcock 
| « | "Waltzes from Vienna" gave me many opportunities for working out ideas in the relation of film and music. Naturally, every cut in the film was worked out on the script before shooting began. But more than that, the musical cuts were worked out too. | » |

 ("Waltzes from Vienna" m'ha ofert nombroses ocasions de posar en marxa les meves idees sobre la relació entre la pel·lícula i la seva música. Naturalment, cada escena de la pel·lícula era descrita en el guió abans que el rodatge comencés. Però a més, els passos musicals també eren detallats)
Tanmateix, Hitchcock descriu a François Truffaut la seva única pel·lícula musical com un musical sense música, molt barat i sense cap relació amb [el seu] treball habitual, rodat a un període on la seva reputació era molt dolenta.

## Repartiment
- Jessie Matthews: Rasi
- Esmond Knight: Johann Strauss fill
- Edmund Gwenn: Johann Strauss pare
- Fay Compton: Comtessa Helga von Stahl
- Frank Vosper: Príncep Gustav
- Robert Hale: Ebezeder
- Marcus Barron: Drexter
- Charles Heslop: Criat
- Betty Huntley-Wright: cambrera
- Sybil Grove: Sra. Fouchett
- Bertram Dench: conductor de l'enginy
- Hindle Edgar: Leopold
- B.M. Lewis: Domeyer
- Billy Shine Jr.: Carl
- Cyril Smith: Secretària